# Edmond Jaspar (diplomaat)
Edmond Joseph Eugène Marie Hubert Jaspar (Maastricht, 21 juli 1906 – Ukkel, 15 augustus 1955) was een Nederlands diplomaat.
Hij was de zoon van Edmundus Jacobus Hubertus Jaspar (1872-1946) die kantonrechter was te Maastricht, ook bekend als dichter en historieschrijver in de Maastrichtse taal. Diens echtgenote was Marie Hubertine Theodorine Bertha Marres (1878-1938), de dochter van de bierbrouwer en geneverstoker Eugène Marres (1847-1922). Deze was eigenaar van de brouwerij die was gevestigd aan het Onze-Lieve-Vrouweplein in Maastricht.

## Benelux
Jaspar promoveerde in 1936 aan de Universiteit van Utrecht tot doctor in de rechten met het proefschrift "La compétence législative et réglementaire des organes collectifs en droit des gens".
Tijdens de bezetting nam Jaspar samen met Pieter Alfons Blaisse zitting in het uitvoerende orgaan van de Commissie-Wolterson.  Deze commissie had als taak het organiseren van de Nederlandse industrieën naar nationaalsocialistisch voorbeeld. Voorts werd Jaspar door de Duitse autoriteiten aangesteld als secretaris van de vakgroep 'Bedrijfsgroep Haven- en aanverwante bedrijven', dat onder 'Hoofdgroep Verkeer' ressorteerde.
Van 1946 tot 1955 was hij de eerste secretaris-generaal van de Benelux. Deze functie werd tot de inwerkingtreding van de nieuwe Benelux-overeenkomst in 2012 steeds bekleed door een Nederlander. De beide plaatsen van adjunct-secretaris-generaal werden ingevuld door een Belg en een Luxemburger.